# Frilloechinorhynchus
Frilloechinorhynchus is een geslacht van haakwormen, ongewervelde en parasitaire wormen die meestal 1 tot 2 cm lang worden uit de familie Echinorhynchidae. De wetenschappelijke naam van het geslacht werd voor het eerst geldig gepubliceerd in 2007 door Bhattacharya.

## Soorten
- Frilloechinorhynchus meyeri (Gupta & Naqvi, 1986)
  - = Echinorhynchoides meyeri Gupta et Naqvi, 1986